# Saffery-Inseln
Die Saffery-Inseln sind eine Inselgruppe vor der Graham-Küste des Grahamlands auf der Antarktischen Halbinsel. Sie erstrecken sich westlich des Black Head. Zu ihnen gehören Turtle Island, der Marker Rock, Turnabout Island und die Fringe Rocks.
Teilnehmer der British Graham Land Expedition (1934–1937) unter der Leitung des australischen Polarforschers John Rymill kartierten sie. Das UK Antarctic Place-Names Committee benannte sie 1959 nach John Hugh Saffery (1907–1985), stellvertretender Leiter der Falkland Islands and Dependencies Aerial Survey Expedition (1955–1957), bei der Luftaufnahmen eines Teils dieses Gebiets entstanden.